# 1996年アトランタオリンピックのチェコ選手団
1996年アトランタオリンピックのチェコ選手団（1996ねんアトランタオリンピックのチェコせんしゅだん）は、1996年7月19日から8月4日にかけてアメリカ合衆国のジョージア州アトランタで開催された1996年アトランタオリンピックのチェコ選手団、およびその競技結果。

## 概要
今大会は金メダル4個、銀メダル3個、銅メダル4個の合計11個のメダルを獲得した。

## メダル
| メダル | 選手名                        | 競技   | 種目           |
| ------ | ----------------------------- | ------ | -------------- |
| 金     | ヤン・ゼレズニー              | 陸上   | 男子やり投     |
| 銀     | ヤナ・ノボトナ ヘレナ・スコバ | テニス | 女子ダブルス   |
| 銅     | トマシュ・ドヴォルザーク      | 陸上   | 男子十種競技   |
| 銅     | サルカ・カスパルコワ          | 陸上   | 女子三段跳     |
| 銅     | ヤナ・ノボトナ                | テニス | 女子シングルス |